# Iso Marjosaari (ö i Södra Savolax)
Iso Marjosaari är en ö i Finland. Den ligger i sjön Pihlajavesi och i kommunen Nyslott i  landskapet Södra Savolax, i den sydöstra delen av landet, 280 km nordost om huvudstaden Helsingfors. Öns area är 6,6 hektar och dess största längd är 340 meter i sydöst-nordvästlig riktning.